# 222 (tal)
222 är det naturliga talet som följer 221 och som följs av 223.

## Inom vetenskapen
- 222 Lucia, en asteroid.

## Inom matematiken
- 222 är ett jämnt tal.
- 222 är ett palindromtal i det decimala talsystemet.